# Série Wilding

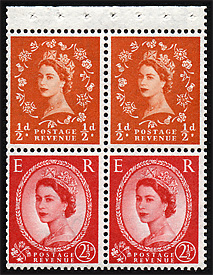
Um painel de um livreto de selo postal mostrando dois selos diferentes da série Wilding.

Os Wildings foram uma série de selos definitivos de postagem e receita com o retrato fotográfico Dorothy Wilding da Rainha Elizabeth II que foram usados entre 1952 e 1971. Os Wildings foram os primeiros e únicos selos britânicos a apresentar linhas de grafite na parte traseira, e os primeiros a apresentar bandas de fósforo no rosto – ambos auxiliam na automação. Os selos também foram os primeiros selos pictóricos britânicos de alto valor e os primeiros a incluir emblemas regionais.

## História
Os selos reproduziram um retrato da Rainha Elizabeth II tirado durante uma sessão fotográfica em 26 de fevereiro de 1952 por Dorothy Wilding, que trabalhava na Corte Real desde 1937. Setenta e cinco desenhos foram considerados para enquadrar o retrato e cinco desenhos básicos de Edmund Dulac, Enid Marx, Mary Adshead, Michael Farrar-Bell e George Knipe foram selecionados.  Quatro flores simbólicas de cada país do Reino Unido também foram retratadas, imitando um dos desenhos definitivos do reinado do rei Jorge VI.
A fotografia de Dorothy Wilding mostra a Rainha vestindo o Diadema de Estado de Jorge IV na década de 1820, que foi projetado para ser usado fora de um Cap of Maintenance. Este diadema também foi usado pela Rainha Vitória em selos como o Penny Black. A fotografia original foi retocada para trazer o diadema mais adiante na cabeça da Rainha.
A substituição dos Wildings foi iniciada pelos designers de selos Michael Goaman e Faith Jacques. Em uma carta enviada aos Correios em abril de 1961, eles expressaram a dificuldade de incluir o grande retrato de Wilding em seus desenhos para selos comemorativos e o fato de que a Rainha estava meio voltada para o espectador também foi considerado insatisfatório. Eles propuseram uma imagem que representaria a monarquia mais do que a pessoa da rainha. Em 1963, comparando o retrato de Wilding com o desenho proposto por Jacques, o Comitê Consultivo de Selos reconheceu a necessidade de um substituto e em 1967 os selos foram substituídos pela cabeça de Machin, embora o projeto continuasse a ser usado para questões regionais até a decimalização em 1971.

## Valores

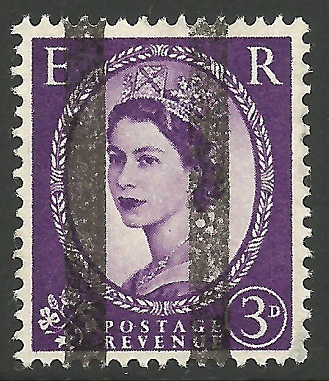
Um 3d Wilding Overprinted com barras pretas para uso como um selo de treinamento, 1954 ou mais tarde.

Dezoito valores – em incrementos de 1⁄2d até 3d, incrementos 1d (mais 41⁄2+d) até 1s, 1s 3d e 1s 6d – foram emitidos a partir do 11⁄2+d e 21⁄2+d em 5 de dezembro de 1952. Todos foram impressos em fotogravura por Harrison e todos foram perfurados 15 (mais precisamente 143⁄4+), × 14. Foram utilizadas três marcas d'água separadas:
- Tudor crown + E2R (1952 a 1954)
- St Edward's Crown + E2R (1955 a 1958)
- St Edward's Crown (em 1958)

Por brevidade, são conhecidas como 'Tudor Crown', 'St. Edward's Crown' e 'Crowns' (ou 'Múltiplas coroas'), respectivamente. A marca d'água da coroa de Tudor foi substituída porque o rolo dandy foi usado, e a marca d'água da Coroa de St. Edward foi substituída por causa da introdução de questões regionais escocesas e sensibilidades percebidas como Elizabeth é a primeira Elizabeth a governar a Escócia não a segunda.
Assim como a marca d'água vertical normal – em valores de até e incluindo 4d – os selos também são encontrados com marcas d'água invertidas, laterais e laterais invertidas de folhetos e bobinas.
O papel creme original foi alterado para branco a partir de abril de 1962, resultando em duas variantes dos selos de marca d'água "coroas". O 6d também é às vezes encontrado em papel ligeiramente rosado.
Vários dos valores são encontrados em uma variedade de tons, sendo o mais óbvio um marrom vermelho e um marrom vermelho escuro para o 2d e dois azuis distintos para o 4d. Há também duas mortes distintas do 21⁄2+d vermelho, facilmente distinguido pelo delineamento da joia central na coroa da Rainha.

## Inovação Técnica
O Automatic Letter Facing (ALF) foi introduzido experimentalmente em 1957, de modo a orientar automaticamente envelopes para postagem. O sistema original usava linhas de grafite na parte de trás do selo. Isso foi posteriormente substituído por um sistema baseado na detecção de bandas de fósforo na face do selo após um estágio intermediário de linhas de fósforo e grafite. As primeiras linhas de fósforo eram 'verdes'. Por razões técnicas, o fósforo 'verde' foi substituído por fosforo 'azul' (1961) e, finalmente, fosforo 'violeta' (1965). A característica distintiva significativa é o tempo de brilho posterior – 'azul' 20 seg., 'verde' 10 seg., 'violeta' 5 seg. – em vez da cor como tal.

## Valores

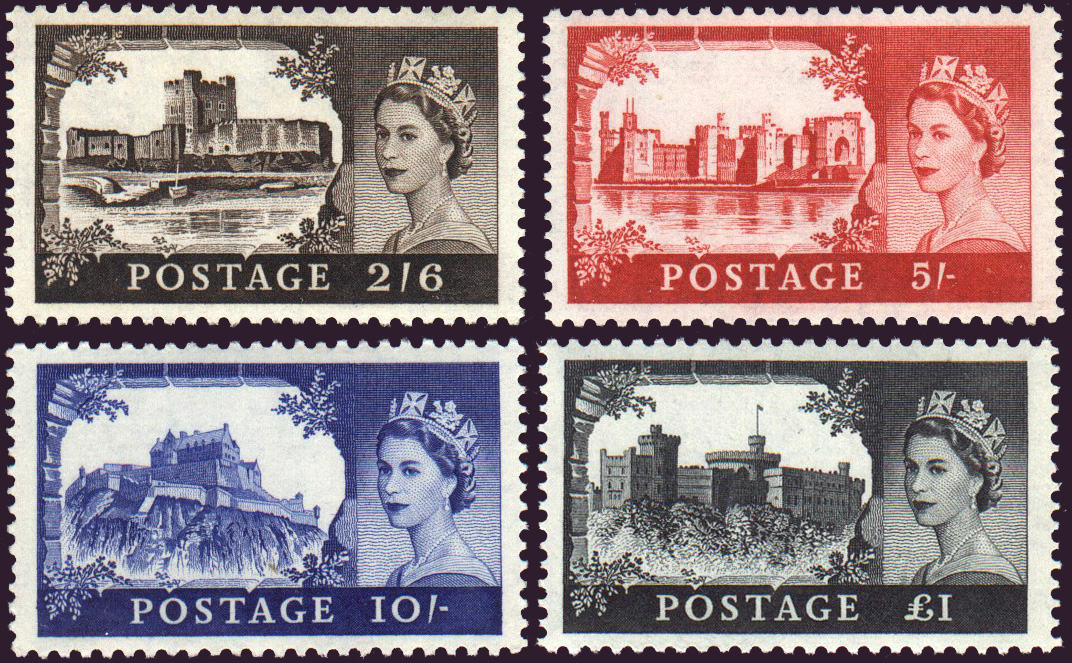
Os castelos de alto valor Selos Definitivos da Grã-Bretanha.

Em 1955 foram introduzidos quatro grandes valores elevados – Castelos – projetados por L. Lamb. Estes foram os primeiros verdadeiros pictóricos britânicos – desenhos anteriores, por exemplo, a edição da Coroação de 1953, tinham todos os desenhos simbólicos – e mostravam a cabeça selvagem mais um castelo. Os quatro foram:
- 2s 6d - Carrickfergus Castle
- 5s — Caernarvon Castle
- 10s — Edinburgh Castle
- £1 - Windsor Castle

Todos os selos foram impressos em um intervalo impresso em uma variedade de papéis. Três impressoras separadas, Waterlow (até 1957), De La Rue (em 1958) e Bradbury Wilkinson (em 1963), foram usadas. Duas marcas d'água - St. Edward's Crown e Crowns foram usadas. Todos os selos foram perfurados 11 × 12 (mais precisamente 113⁄4+).

## Questões regionais

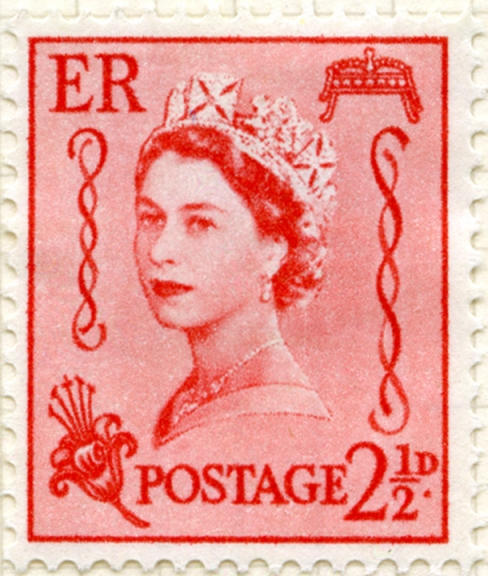
Um selo regional britânico para Guernsey.

Questões regionais (também conhecidas como Country Definitives), para a Irlanda do Norte, Escócia, País de Gales, Guernsey, Jersey e a Ilha de Man, foram introduzidas pela primeira vez em 1958. Embora a cabeça Wilding fosse comum a todos os selos, os quadros diferem na medida em que incorporavam símbolos regionais, como o cardo escocês ou o dragão galês. Os selos permaneceram em uso por mais tempo do que os Wildings nacionais. Os selos Guernsey e Jersey foram retirados em 1969, quando essas ilhas se tornaram postalmente independentes; os outros na decimalização. Devido a essa vida prolongada, as questões posteriores não tinham marca d'água – espelhando os Machins. Caso contrário, detalhes técnicos são para as questões nacionais de Wilding.

## Desmonetizar
Após a introdução, em 1971, da moeda decimal, todos os selos postais com valores de pré-dizimação foram desmonetizados a partir de 1 de março de 1972. Isso incluiu todas as questões que mostram o design Wilding, exceto que os selos de £1 da série de alto valor de 1952 permaneceram válidos.

## Outros
Além de seu uso no Reino Unido, valores baixos e altos foram super impressos para uso no norte da África (Agências marrocos, tânger) e no Oriente Médio (Bahrein, Kuwait, Mascate, Catar).

## Comemoração
Em 1998, um livreto comemorativo foi produzido pelos Correios britânicos contendo novos selos Wilding em moeda decimal, e em 2002 e 2003 folhas em miniatura foram emitidas cada uma contendo selos no estilo Wilding. A folha em miniatura comemorativa de definitivos emitida pelo Royal Mail para o Jubileu de Diamante de Isabel II de 2012 incluiu um selo com fotografia de Dorothy Wilding baseado no projeto de 1952 de Edmund Dulac.